# 在中華民国エスワティニ大使館
在中華民国エスワティニ大使館（繁体字中国語: 史瓦帝尼王國駐中華民國大使館、英語: Embassy of Kingdom of Eswatini in the Republic of China）は、エスワティニが中華民国（台湾）の首都台北市に設置している大使館である。1956年9月26日に両国の外交関係が樹立され、まず在大韓民国スワジランド大使館が兼轄した後、2000年1月26日に台北常駐の大使館が開館した。

## 住所
台北市士林区天母西路62巷9號10樓

## 大使
2022年6月13日、プロミス・シテンビソ・ムシビが蔡英文総統に信任状を捧呈して、爾後、特命全権大使を務めている。